# Nhà thờ Thánh Michael, München
Nhà thờ thánh Michael München, được xây dựng 1583-1597, là nhà thờ Công giáo Dòng Tên có phong cách chuyển tiếp từ thời kỳ Phục hưng sang Baroque. Nhiều ý tưởng kiến trúc được lấy từ "Il Gesù", nhà thờ gốc của dòng Tên ở Roma. Nhà thờ thánh Michael ở München là gương mẫu cho nhiều nhà thờ baroque ở vùng nói tiếng Đức. Nhà thờ thánh Michael ngoài ra cũng là trung tâm tinh thần của Phong trào Phản Cải cách ở Bayern.

## Vị trí
Nhà thờ thánh Michael München (Neuhauser Str. 6) nằm ở khu đi bộ, ở khoảng giữa Marienplatz và Stachus ở bờ phía nam của Kreuzviertel. Nó là phần đông nam ngoài cùng của tòa nhà phức hợp Wilhelminum.